# Gigantes (Fernsehserie)
Gigantes (Alternativtitel: Giants) ist eine spanische für die Streaming-Plattform Movistar+ produzierte Fernsehserie über den fiktiven Guerrero-Mafia-Clan aus Madrid.

## Handlung
Der mächtige Guerrero-Mafia-Clan aus Madrid kontrolliert seit Jahrzehnten den Großteil des Drogenverkehrs zwischen Spanien und dem Rest Europas. Veränderungen in den eigenen Reihen, ein erhöhter Fahndungsdruck durch die Strafverfolgungsbehörden und auch ein konkurrierender Roma-Clan stellen die Guerreros jedoch vor neue Herausforderungen.

## Episodenliste

### Staffel 1
Die Erstveröffentlichung der ersten Staffel erfolgte ab dem 5. Oktober 2018 auf dem spanischen Sender Movistar+ und wurde am 7. Februar 2019 mit deutscher Synchronisation auf MagentaTV per Streaming veröffentlicht.
| Nr. (ges.) | Nr. (St.) | Deutscher Titel | Originaltitel | Erstveröffentlichung Spanien | Deutschsprachige Erstveröffentlichung (D/A/CH) |
| ---------- | --------- | --------------- | ------------- | ---------------------------- | ---------------------------------------------- |
| 1          | 1         | Zerstörung      | Devastación   | 5. Okt. 2018                 | 7. Feb. 2019                                   |
| 2          | 2         | Familie         | Familia       | 5. Okt. 2018                 | 7. Feb. 2019                                   |
| 3          | 3         | Zusammenflüsse  | Confluencias  | 5. Okt. 2018                 | 7. Feb. 2019                                   |
| 4          | 4         | Narben          | Cicatrices    | 5. Okt. 2018                 | 7. Feb. 2019                                   |
| 5          | 5         | Verlust         | Pérdida       | 5. Okt. 2018                 | 7. Feb. 2019                                   |
| 6          | 6         | Paradies        | Paraíso       | 5. Okt. 2018                 | 7. Feb. 2019                                   |

### Staffel 2
Die Erstveröffentlichung der zweiten Staffel erfolgte ab dem 22. März 2019 auf dem spanischen Sender Movistar+ und wurde am 3. Oktober 2019 mit deutscher Synchronisation auf MagentaTV per Streaming veröffentlicht.
| Nr. (ges.) | Nr. (St.) | Deutscher Titel | Originaltitel | Erstveröffentlichung Spanien | Deutschsprachige Erstveröffentlichung (D/A/CH) |
| ---------- | --------- | --------------- | ------------- | ---------------------------- | ---------------------------------------------- |
| 7          | 1         | Fegefeuer       | Purgatorio    | 22. März 2019                | 3. Okt. 2019                                   |
| 8          | 2         | Hölle           | Infierno      | 22. März 2019                | 3. Okt. 2019                                   |
| 9          | 3         | Skorpion        | Escorpión     | 22. März 2019                | 3. Okt. 2019                                   |
| 10         | 4         | Paula           | Paula         | 22. März 2019                | 3. Okt. 2019                                   |
| 11         | 5         | Ewiges Meer     | Mar eterno    | 22. März 2019                | 3. Okt. 2019                                   |
| 12         | 6         | Hexensabbat     | Akelarre      | 22. März 2019                | 3. Okt. 2019                                   |